# Khrabrovo Lufthavn
Khrabrovo Lufthavn (russisk: Аэропорт Храброво, tr. Aeroport Khrabrovo) (IATA: KGD, ICAO: UMKK) er den største lufthavn i eksklaven Kaliningrad oblast i Rusland. Lufthavnen ligger 24 kilometer nord for byen Kaliningrad, nær landsbyen Khrabrovo. Mens den civile lufthavn hovedsageligt tjener nogle internationale og nogle planlagte indenlands destinationer, er der stadig en militærbase som en del af Ruslands luftvåben.
Lufthavnen gennemgik renovering og opgradering for at være klar til VM i fodbold 2018.

## Flyselskab og destinationer
| Flyselskab            | Destinationer                                                                   |
| --------------------- | ------------------------------------------------------------------------------- |
| Aeroflot              | Moskva-Sjeremetevo                                                              |
| AirBaltic             | Riga                                                                            |
| Belavia               | Minsk Sæson: Brest, Gomel, Hrodna, Vitebsk                                      |
| LOT Polish Airlines   | Warszawa-Frédéric Chopin                                                        |
| Nordavia              | Sæson: Arkangelsk, Moskva-Domodedovo, Murmansk, Sotji, Sankt Petersborg-Pulkovo |
| Pobeda                | Moskva–Vnukovo, Sankt Petersborg-Pulkovo                                        |
| Red Wings Airlines    | Sæson: Moskva-Domodedovo                                                        |
| Rossiya Airlines      | Sankt Petersborg-Pulkovo                                                        |
| RusLine               | Berlin-Tegel, Prag, Sankt Petersborg-Pulkovo                                    |
| S7 Airlines           | Moskva–Domodedovo, Sankt Petersborg-Pulkovo                                     |
| Severstal Air Company | Tjerepovets                                                                     |
| Ural Airlines         | Moskva-Domodedovo, Sankt Petersborg-Pulkovo, Jekaterinburg                      |
| Utair                 | Moskva–Vnukovo                                                                  |
| UVT Aero              | Kasan, Novyj Urengoj, Ufa                                                       |
| Uzbekistan Airways    | Tasjkent                                                                        |
| Vueling               | Sæson: Barcelona                                                                |